# Herbert Adams
Herbert Adams (Londra, 16 aprile 1874 – Londra, 24 febbraio 1958) è stato uno scrittore inglese.
Pubblica il suo primo romanzo A virtue of Necessity all'età di 25 anni ma senza successo tanto che decide di abbandonare il suo sogno e lavorare per una trentina di anni nel settore immobiliare.
Nel 1924 torna alla scrittura e pubblica The Secret of Bogey House, un romanzo poliziesco che vede come protagonista l'avvocato Jimmy Haswell. L'inatteso successo sia di pubblico che di critica sarà la spinta per creare una serie di ben 9 romanzi con lo stesso protagonista.
Nel 1933 lascia definitivamente il lavoro per dedicarsi esclusivamente alla scrittura. Non vuole però creare una nuova serie con lo stesso personaggio perciò i suoi lavori non hanno un protagonista ricorrente, fino al 1936 quando nel romanzo The Old Jew Mistery compare il detective dilettante Roger Bennion appassionato, come il suo creatore, di golf che sarà protagonista di ben 27 opere ambientate nei club di golfisti o in ambienti legati al mondo del golf.
Negli anni trenta pubblica alcuni romanzi gialli con lo pseudonimo di Jonathan Gray nonché un paio di romanzi d'amore.

## Opere
Romanzi con protagonista Jimmy Haswell
- The Secret of Bogey House, 1924
- The Crooked Lip, 1926
- The Queen's Gate Mystery, 1927
- The Empty Bed, 1928
- Rogues Fall Out, 1928
- The Golden Ape, 1930
- The Crime in the Dutch Garden, 1931
- The Paulton Plot, 1932
- The Woman in Black,	1933

Romanzi con protagonista Roger Bannion
- Death Off the Fairway, 1936
- The Old Jew Mystery, 1936
- A Single Hair, 1937
- The Bluff, 1938
- The Damned Spot, 1938
- Black Death, 1939
- The Nineteenth Hole Mystery, 1939
- The Case of the Stolen Bridegroom, 1940
- The Chief Witness, 1940 - edizione italiana: La stessa sera alla stessa ora
- Roger Bennion's Double, 1941
- Stab in the Back, 1941
- The Araway Oath, 1942
- Signal for Invasion, 1942
- Victory Song, 1943
- Four Winds, 1944
- The Writing on the Wall, 1945
- Diamonds Are Trumps, 1947
- Crime Wave at Little Cornford, 1948
- One to Play, 1949
- The Dean's Daughters, 1950
- The Sleeping Draught, 1951
- Exit the Skeleton, 1952
- The Spectre in Brown, 1953
- Slippery Dick, 1954
- The Judas Kiss, 1955
- Welcome Home!, 1956
- Death on the First Tee, 1957
- Death of a Viewer, 1958

Altri romanzi
- A Virtue of Necessity, 1899
- By Order of the Five, 1925
- The Sloane Square Mystery, 1925
- Comrade Jill, 1926
- The Perfect Round,  (racconti brevi sul mondo del golf), 1927
- Caroline Ormsby's Crime, 1929
- Oddways, 1930
- John Brand's Will (titolo dell'edizione americana: The Golf House Murder), 1933
- The Knife (titolo edizione americana: The Strange Murder of Hatton, K.C.), 1934
- Mystery and Minette, 1934
- The Body in the Bunker, 1935
- Fate Laughs, 1935
- A Word of Six Letters (titolo dell'edizione americana: Murder Without Risk), 1936 - edizione italiana: Una parola di otto lettere
- The Scarlet Feather, 1943
- Murder Most Just, 1956

Romanzi d'amore
- Queen's Mate, 1931
- Lady So Innocent, 1932

Opere scritte con lo pseudonimo 'Jonathan Gray'
- Safety Last, 1934
- The Owl, 1937